# Robert Sturges
Robert Grice Sturges (ur. 14 lipca 1891 w Borough of Wokingham, zm. 12 września 1970 w Exeter) – brytyjski generał porucznik i oficer Royal Marines.

## Kariera wojskowa
W 1908 roku Sturges wstąpił do Royal Navy. 15 maja 1912 roku został awansowany do stopnia podporucznika i tego samego dnia został przeniesiony do Royal Marines, gdzie uzyskał stopień porucznika (zostało to oficjalnie potwierdzone 19 grudnia 1914 roku). Podczas I wojny światowej Sturges walczył w bitwie o Gallipoli i bitwie jutlandzkiej, będąc awansowanym do stopnia kapitana 30 stycznia 1917 roku. Sturges został oficjalnie przeniesiony do Royal Marine Light Infantry 30 stycznia 1917 roku.
W okresie międzywojennym został awansowany do stopnia majora 17 czerwca 1929 roku, a następnie na podpułkownika 1 kwietnia 1936 roku. Został oficjalnie rekomendowany na stopień pułkownika i awansowany na pułkownika 3 kwietnia 1939 roku.
Podczas II wojny światowej Sturges dowodził brytyjskimi wojskami w inwazji na Islandię w maju 1940 roku. 4 czerwca 1940 roku został tymczasowo awansowany na brygadiera, a w lipcu tego samego roku został wymieniony w sprawozdaniu. W maju 1942 roku dowodził wojskami, które wylądowały na Madagaskarze. W 1943 roku został dowódcą Special Service Group. Był opisywany jako "nieustraszony w akcji, czerwony na twarzy i niechlujny w języku". W 1946 roku odszedł ze służby w stopniu generała porucznika.